# NGC 148
NGC 148 è una galassia lenticolare situata nella costellazione dello Scultore e presenta una larga riga a 21 cm dell'idrogeno neutro.
La galassia è inclusa anche nel Catalogo Shapley-Ames delle galassie più brillanti.

## Scoperta
NGC 148 è stata scoperta il 27 settembre 1834 dall'astronomo britannico John Herschel.

## Gruppo di NGC 134
NGC 148 fa parte del Gruppo di NGC 134, che comprende anche le galassie NGC 115, NGC 131, NGC 134, NGC 148, NGC 150, PGC 2000, IC 1555 e PGC 2044. Le galassie ESO 410-18 e IC 1554, menzionate nell'articolo di Garcia, corrispondono rispettivamente a PGC 2044 e a PGC 2000. Tuttavia, secondo Seligman, PGC 2000 non corrisponde a IC 1554, che è un oggetto perduto o non esistente.